# WrestleMania X
WrestleMania X — десятая по счёту WrestleMania, PPV-шоу производства американского рестлинг-промоушна World Wrestling Federation (WWF, ныне WWE). Шоу прошло 20 марта 1994 года на арене «Мэдисон-сквер-гарден» в Нью-Йорке, Нью-Йорк, США.
Центральное место на шоу занимал титул чемпиона WWF, который защищался в двух матчах. Из-за того, что Лекс Люгер и Брет Харт были названы победителями матча «Королевская битва» 1994 года, оба бросили вызов чемпиону Ёкодзуне. Люгер был первым, но был дисквалифицирован за толчок рефери. Харт встретился с Ёкодзуной позже вечером и выиграл титул. Это привело к длительной вражде между Бретом и его братом Оуэном, который победил Брета в матче открытия шоу.

## Результаты
| №  | Результат | Условия                                                                        | Время |
| -- | --- | ------------------------------------------------------------------------------ | ----- |
| 1  | «Небесные тела» (Том Причард и Димми Дель Рей) (с Джимом Корнеттом) победили «Бушвакеров» (Люк и Бутч)                            | Тёмный матч Командный матч                                                     | -     |
| 2  | Оуэн Харт победил Брета Харта | Одиночный матч                                                                 | 20:21 |
| 3  | Бам Бам Бигелоу и Луна Вашон победили Клоуна Доинка и Клоуна Динка                                                                | Смешанный командный матч                                                       | 6:09  |
| 4  | Рэнди Сэвидж победил Краша (с Мистером Фудзи)                                                                                     | Матч с удержаниями где угодно                                                  | 9:49  |
| 5  | Аландра Блейз (с) победила Лейлани Кай                                                                                            | Одиночный матч за титул чемпиона WWF среди женщин                              | 3:20  |
| 6  | «Мужчины на задании» (Мэйбл и Мо) (с Оскаром) победили «Квебекеров» (Квебекер Жак и Квебекер Пьер) (с) (с Джонни Поло) по отсчёту | Командный матч за титул командных чемпионов WWF                                | 7:41  |
| 7  | Ёкодзуна (с) (с Мистером Фудзи и Джимом Корнеттом) победил Лекса Люгера по дисквалификации                                        | Одиночный матч за титул чемпиона WWF, специальный рефери — Мистер Совершенство | 14:40 |
| 8  | Землетрясение победил Адама Бомба (с Харви Уипплеманом)                                                                           | Одиночный матч                                                                 | 0:35  |
| 9  | Рейзор Рамон (с) победил Шона Майклза (с Дизелем)                                                                                 | Матч с лестницами за титул неоспоримого интерконтинентального чемпиона WWE     | 18:47 |
| 10 | Брет Харт победил Ёкодзуну (с) (с Мистером Фудзи и Джимом Корнеттом)                                                              | Одиночный матч за титул чемпиона WWF, специальный рефери — Родди Пайпер        | 10:38 |